# Estación Villa Madero
Villa Madero es una estación ferroviaria de la ciudad homónima, partido de La Matanza, provincia de Buenos Aires, Argentina.

## Ubicación
La estación se encuentra en el extremo este de la localidad de Villa Madero a pocos metros de la avenida General Paz, límite con el barrio de Villa Lugano de la Ciudad de Buenos Aires.

## Servicios
La estación opera dentro de la Línea Belgrano Sur, para el ramal que conecta la estación terminal provisoria Sáenz con González Catán. La Línea Belgrano Sur es una de las líneas suburbanas de Buenos Aires y forma parte a nivel nacional del Ferrocarril General Belgrano de la red ferroviaria argentina.
Antiguamente existía un ramal que se desprendía hasta el Mercado de Liniers y la estación Mataderos.

## Historia
La estación fue inaugurada en 1908 por la compañía General de Ferrocarriles en la Provincia de Buenos Aires. Recibió el nombre de estación Boulevard Circunvalación.
El 13 de noviembre de 1913 su nombre fue cambiado por Villa Madero. 
Hace pocos años, durante la gestión de la UGOFE, se realizó la puesta de valor de toda la estación, lo cual consistió en:
- Pintura y reparación de Edificios
- Repavimentación de andenes y accesos
- Renovación de Señalética y habilitación de refugio en el andén ascendente
- Montaje y cableado de la nueva iluminación de la estación
- Cerramiento antivandálico en el puente peatonal por sobre la avenida General Paz
- Sanitarios nuevos, con incorporación de baños especiales para discapacitados